# Catalina Pérez Salinas
Catalina Pérez Salinas (Malmö, Suecia, 18 de diciembre de 1990) es una abogada y política chilena. Actualmente no puede ejercer su rol de diputada pues está siendo investigada por un caso de mal uso de fondos públicos en una arista de los "Casos Fundaciones" y la Corte Suprema determino su desafuero.
Desde noviembre del 2022 ocupó el cargo de segunda vicepresidenta de la Cámara de Diputados y Diputadas de Chile, cuya participación tuvo que suspender al verse involucrada a temas de mal uso de recursos fiscales en Antofagasta donde su exjefe de Gabinete asignó recursos millonarios a una Fundación dirigida por su pareja Daniel Andrade, para un programa de asentamientos urbanos en zonas vulnerables.
En mayo de 2025, Pérez fue puesta en arresto domiciliario total y se le ordenó arraigo nacional en contexto del caso Democracia Viva por delitos de fraude al fisco mientras dure la investigación.

## Biografía
Es hija de Ricardo Pérez Miranda y de María Ángela Salinas Meza, quienes fueron exiliados por la dictadura militar. Regresaron a Chile en 1994, instalándose en la ciudad de Antofagasta.
Aquejada de hidrocefalia, fue sometida a dos operaciones cerebrales durante su infancia y se vio obligada a asistir a la escuela con la cabeza rapada.
Realizó sus estudios primarios y secundarios en el Liceo Experimental Artístico (LEA) de Antofagasta (1997-2006) y concluyó sus estudios en el Colegio Academia Tarapacá de Iquique (2007-2008). Durante la revolución pinguina de 2006 fue Coordinadora de Estudiantes Secundarios de Antofagasta y una de las voceras regionales. Ingresó a la Universidad Católica del Norte (UCN) a estudiar derecho, logrando su título de abogada en 2017.
Participó de la movilización estudiantil de 2011 siendo Consejera de la Facultad de Humanidades de la FEUCN. Más adelante se transformó en presidenta del Centro de Estudiantes de su escuela.

## Trayectoria política

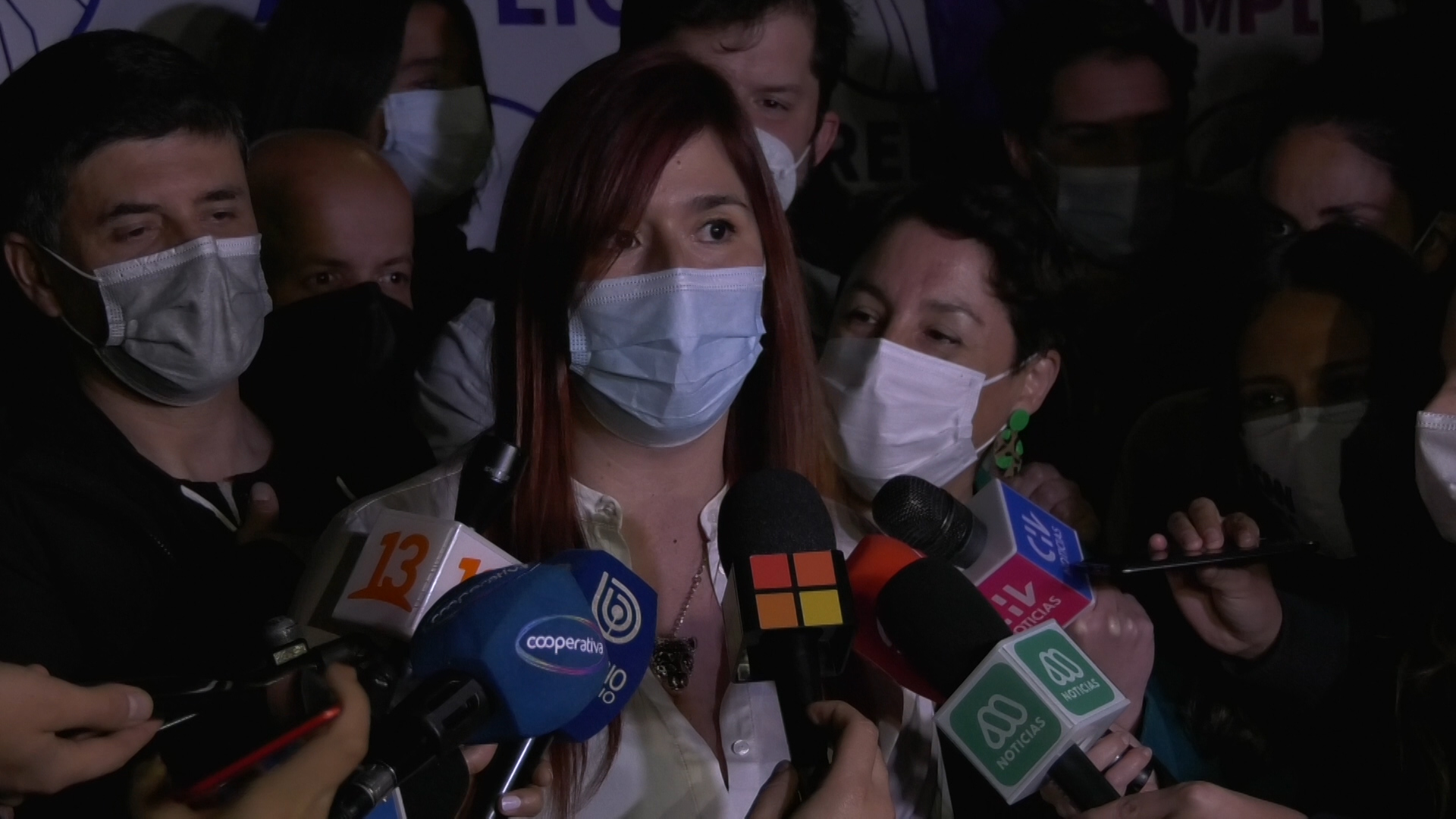
Catalina Pérez durante una conferencia de prensa (2021).

Desde los 13 años fue militante de las Juventudes Comunistas (JJCC) y en 2014 se unió al partido Revolución Democrática (RD).
En las elecciones de 2017 fue candidata a diputada por el distrito N.° 3 dentro del Pacto Frente Amplio, por el período 2018-2022, siendo elegida con 3,76 % de los votos debido al sistema proporcional. Su elección fue una sorpresa, ya que su candidatura estaba destinada principalmente a completar la lista electoral del Frente Amplio.
En la Cámara de Diputados, se incorporó a la Comisión de Medio Ambiente, donde defendió proyectos de ley de protección de la naturaleza. También intervino regularmente en cuestiones de probidad, participando en varias comisiones de investigación sobre presuntos casos de corrupción. Forma parte del comité parlamentario del Frente Amplio.
El 27 de enero de 2019 fue elegida presidenta de Revolución Democrática (RD) en primera vuelta.En este rol representó el partido en distintos hitos como la negociación del Acuerdo por la Paz y la Nueva Constitución de 2019, las tratativas para las elecciones municipales de 2021 o las gestiones para que el Frente Amplio tuviera candidato presidencial el mismo año, donde Gabriel Boric terminó siendo electo como máxima autoridad del país.
En las elecciones parlamentarias de 2021 disputó su reelección como diputada, resultando elegida como primera mayoría regional, con el 7,24% de los votos, en la lista de Apruebo Dignidad.
El 7 de noviembre de 2022 fue escogida por sus pares para ocupar la segunda vicepresidencia de la Mesa Directiva de la Cámara de Diputadas y Diputados. En este cargo reforzó su rol de vocería en el Frente Amplio, representando al conglomerado en programas de televisión y/o actividades oficiales. 

## Controversias
El 6 de febrero de 2021, la diputada Catalina Pérez emitió un comentario en su cuenta de Instagram con el mensaje "¿Cómo quieren que no lo quememos todo?" a raíz de la muerte de un malabarista abatido por Carabineros tras abalanzarse con machetes en dirección a un funcionario policial en Panguipulli. Este hecho desembocó en protestas en la ciudad y en la quema de la municipalidad. El comentario de la diputada generó rechazo transversal en el mundo político. El diputado René Saffirio señaló que las palabras de la diputada son de la más absoluta irresponsabilidad, el diputado Daniel Verdessi aludió que el mensaje de la diputada es "absurdo", mientras que los diputados Torrealba y Coloma anunciaron que llevarían a la diputada Pérez a la Comisión de Ética por incitar al odio y la violencia.Este requerimiento finalmente fue desestimado en dicha instancia. 

### Caso Democracia Viva
En junio de 2023 anunció su suspensión en la mesa directiva de la Cámara de Diputados, donde ejercía como Vicepresidenta, debido a los cuestionados convenios para un programa de asentamientos urbanos en zonas vulnerables entre la fundación ligada a su entonces pareja Daniel Andrade, Fundación Democracia Viva, y la seremi de Vivienda de Antofagasta, liderada por su exjefe de gabinete, Carlos Contreras, ambos además militantes de Revolución Democrática. Esta situación derivó en el escándalo político denominado Caso Convenios, el cual dio inicio a una serie de investigaciones por transferencias de entidades del Estado chileno a organizaciones no gubernamentales privadas.
El 6 de julio, el Tribunal Supremo de RD confirmó por unanimidad la suspensión de su militancia en la tienda por un año, responsabilizando a la diputada por no haber advertido el daño que significaría el caso al partido.[cita requerida] Actualmente la parlamentaria es investigada por el Ministerio Público por su eventual participación en los hechos denunciados.[cita requerida] Al respecto, Pérez señaló que "no tengo nada que ocultar: no me he robado nada, no he intercedido por ninguna fundación".
Una investigación de Teletrece revelaría que Catalina Pérez sí tenía conocimiento del convenio entre Democracia Viva y la SEREMI de Vivienda de Antofagasta. Un hecho que la misma diputada públicamente ha negado.
A la luz de estos nuevos antecedentes, la diputada Pérez renunciaría al Frente Amplio a pocas horas del plazo establecido por la ley anti díscolos para poder postular a cargos públicos de elección popular como independiente.
En enero de 2025, el pleno del Consejo de Defensa del Estado (CDE) decidió presentar una querella criminal en el marco de las investigaciones penales relativas a la Fundación Democracia Viva. El órgano decidió ampliar su querella criminal contra la diputada por su participación en calidad de autora del delito de fraude al Fisco.
Asimismo, se decidió la participación del CDE en la audiencia de desafuero de la legisladora fijada para febrero de 2025.
Según informó el CDE, ambas decisiones se fundan en los antecedentes que, a la fecha, se han tenido a la vista de las carpetas investigativas en cada caso.
El 7 de abril de 2025 la Corte Suprema en un fallo unánime confirmó el desafuero de Catalina Pérez de la Cámara de Diputados allanando así su formalización por el caso Democracia Viva.